# برينت روان
برينت روان (بالإنجليزية: Brent Rowan)‏ هو ملحن ومنتج أسطوانات أمريكي، ولد في 28 مايو 1956 في وكساهاتشي في الولايات المتحدة.

## روابط خارجية
- برينت روان على موقع IMDb (الإنجليزية)